# Nivelles

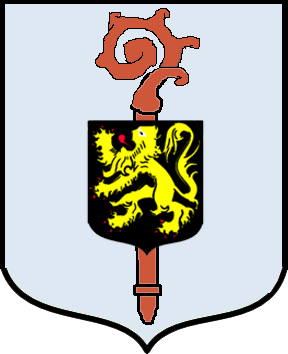
Nivelles vapen

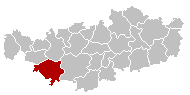
Nivelles läge inom provinsen Vallonska Brabant

Nivelles (nederländska: Nijvel) är en stad och kommun i provinsen Vallonska Brabant, Belgien. Nivelles hade 28 027 invånare per 1 januari 2016.
Nivelles är huvudort för Arrondissement de Nivelles, som omfattar samtliga 27 kommuner i Vallonska Brabant.